# Heinrich Vollmer
Heinrich Vollmer (Altdorf, 6 gennaio 1885 – Tubinga, 7 gennaio 1961) è stato un ingegnere tedesco, fu uno dei costruttori d'armi più famoso d'Europa.

## Biografia
Il costruttore capo dello stabilimento Erma, di Erfurt, Heinrich Vollmer prese come spunto la costruzione originaria della pistola mitragliatrice Erma EMP e da questa creò la nota pistola mitragliatrice tedesca della seconda guerra mondiale MP 40. Di questi due modelli furono prodotti 1,2 milioni di esemplari, conosciuti in tutto il mondo con il nome "Schmeisser".
Il creatore della MP 38 non fu quindi Hugo Schmeisser, come la letteratura specializzata spesso erroneamente riferisce, bensì l'ingegnere Heinrich Vollmer. Ciò dipende anche dal fatto che il caricatore delle MP 38 e delle MP 40 proveniva da Schmeisser ed era contraddistinto con questo nome.